# Eduard III van Bar
Eduard III van Bar (juni 1377 - Azincourt, 25 oktober 1415) was van 1399 tot aan zijn dood markgraaf van Pont-à-Mousson en van 1411 tot aan zijn dood hertog van Bar. Hij behoorde tot het huis Scarpone. 

## Levensloop
Eduard III was een zoon van hertog Robert I van Bar en diens echtgenote Maria, dochter van koning Jan II van Frankrijk. Na de overlijdens van zijn oudere broers Hendrik en Filips werd hij in 1397 de erfopvolger van zijn vader. 
In 1399 werd hij door zijn vader benoemd tot markgraaf van Pont-à-Mousson. In 1405 verdedigde hij in opdracht van koning Karel VI van Frankrijk Boulonnais, dat bedreigd werd door de Engelsen. Eind 1406 nam hij onder het bevel van hertog Lodewijk I van Orléans deel aan de militaire campagne in Guyenne, waarbij het Franse leger echter door dysenterie gedecimeerd. Nadat Lodewijk van Orléans in 1407 werd vermoord, koos Eduard de zijde van hertog Jan Zonder Vrees van Bourgondië en vervoegde hij de Bourguignons.
In april 1411 volgde Eduard zijn vader op als hertog van Bar. In 1415 sneuvelde hij bij de Slag bij Azincourt tegen de Engelsen. Omdat hij ongehuwd was gebleven, werd hij opgevolgd door zijn broer Lodewijk I. Wel had hij verschillende onwettige kinderen.